# 深圳大学中国经济特区研究中心
深圳大学中国经济特区研究中心创建于1985年，是深圳大学相对独立科研机构，主要关注中外经济特区比较和特区问题研究。

## 历史沿革
- 1985年，深圳大学成立特区经济研究所。
- 1995年，特区经济研究所更名为特区台港澳研究所。
- 2000年，特区台港澳研究所更名为中国经济特区研究中心。
- 2001年，中国经济特区研究中心被确定为教育部人文社会科学重点基地。
- 2006年，深圳大学获得博士学位授予权，政治经济学二级学科博士点成为首批博士授权学科[1][2]。
- 2011年，政治经济学二级学科博士点升格为理论经济学一级学科博士点[2]。
- 2012年，获批设立理论经济学博士后科研流动站[3]。
- 2016年，7月，深圳市京兰投资有限公司向深圳大学中国经济特区研究中心捐资1.2亿元人民币，用于建设“吴玉章楼”，深圳大学一带一路国际合作发展（深圳）研究院揭牌成立[4]。
- 2022年，6月，深圳大学乡村振兴研究院揭牌成立[5]。

## 管理团队

### 现任领导
| 主任 - 弋泽龙 | 副主任 - 李凡 | 副主任 - 章平 | 副主任、办公室主任 - 李桐 |

### 历任主任
- 2000-2006：曹龙骐
- 2006-2011：钟坚
- 2011-2025：陶一桃
- 2025-：弋泽龙

## 学科设置
截至2022年，中国经济特区研究中心共有以下研究生学位授权点：
- 学术型硕士学位授权点：理论经济学
- 博士学位授权点：理论经济学
- 博士后流动站：理论经济学

## 重要人物
- 方生：经济学家、台湾问题专家，中国人民大学经济学教授，参与深圳大学早期建校工作及经济学科建设，曾任深圳大学副校长兼深圳大学特区经济研究所首任所长[6][7][8]。

- 苏东斌：理论经济学家，广东省政协常委，深圳市政协常委，曾任黑龙江省社会科学院研究员、深圳大学中国经济特区研究中心副主任，因提出“劳动者价值”“以开放促改革”“以改革求发展”等政策主张引起学界关注[2][9]。
- 曹龙骐：金融学家，深圳大学中国经济特区研究中心首任主任，深圳市决策咨询委员会委员，曾任中南财经政法大学教授，深圳大学经济学院首任院长[10][11]。
- 陶一桃：经济思想史学家，国家社科基金重大项目首席专家，享受国务院政府特殊津贴专家，曾任深圳大学党委副书记、纪委书记，深圳大学经济学院院长，深圳大学中国经济特区研究中心主任[12]。